# جيني إبنر
جيني إبنر (بالألمانية: Jeannie Ebner)‏ (و. 1918 – 2004 م) هي صحفية، ونحّاتة، ومترجمة، وكاتِبة نمساوية، ولدت في سيدني، شاركت في جائزة إنجبورج باخمان 1978 ‏، توفيت في فيينا، عن عمر يناهز 86 عاماً.

## التعليم
تعلمت في فيينا.

## جوائز
حصلت على جوائز منها:
- الجائزة الأدبية لمدينة فيينا  [لغات أخرى]‏ (1971)[7]
- Willibald-Pirckheimer-Medaille [الإنجليزية]‏ (1962).

## روابط خارجية
- جيني إبنر على موقع ميوزك برينز (الإنجليزية)